# Enne Heeren Dirksen
Enne Heeren Dirksen (auch Enno Heeren Dirksen; * 3. Januar 1788 in Eilsum, Ostfriesland; † 16. Juli 1850 in Paris) war ein Professor der Mathematik an der Berliner Universität.

## Leben

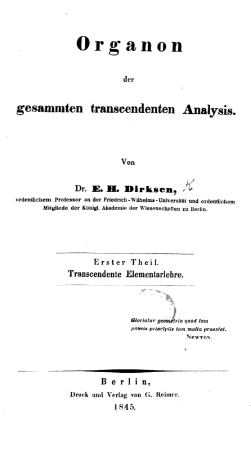
Titelseite des Organon

Von 1803 bis 1807 wurde Dirksen vom Lehrer der Emder Seefahrtschule, Cornelius Voorn (1744–1820), privat in Mathematik, Physik, Astronomie und Nautik unterrichtet. Voorn hatte wohl die Hoffnung, dass der talentierte Dirksen später seine Stelle übernehmen würde. Dirksen wurde aber zunächst Schullehrer in Hatzum und im Jahre 1815 in Hinte. Der Mathematiker und Astronom Jabbo Oltmanns, der damals in Emden arbeitete, empfahl dann im Jahr 1816, Dirksen nach Göttingen zu senden, damit er an der dortigen Universität seine mathematischen Kenntnisse vervollkommnen könne. Dirksen studierte in Göttingen von 1817 bis 1820 und unterstützte in dieser Zeit u. a. Carl Friedrich Gauß bei der Berechnung von Kometen- und Planetoiden-Bahnen; Gauß blieb ihm stets gewogen und äußerte sich mehrfach positiv zu Dirksens Arbeiten. Dirksen wurde in Göttingen Mitglied des Corps Frisia.
Dirksen wurde am 5. Februar 1820 an der Philosophischen Fakultät der Universität Göttingen promoviert. Das Promotionsthema, eine Preisaufgabe der Fakultät, lautete: Historiae progressuum instrumentorum mensurae angulorum accuratiori interserventium inde a Tob. Meyeri temporibus ad umbratione non de artificio multiplicationis (Entwicklung der Winkelmessinstrumente seit Tobias Mayer). Referenten waren Johann Tobias Mayer und Bernhard Friedrich Thibaut.
Ab 6. März 1820 war Dirksen Privatdozent an der Berliner Universität, und am 26. August 1820 wurde er dort zum außerordentlichen Professor der Mathematik ernannt. Die ordentliche Professur trat er am 18. Juni 1824 an und beschäftigte sich dann vor allem mit Analysis. Der bedeutende Mathematiker Carl Gustav Jacob Jacobi war einer seiner Schüler. Seit 1825 war er Mitglied der Preußischen Akademie der Wissenschaften.
Als sich 1848 eine schwere Krankheit des Gesichts einstellte, begab sich Dirksen mit seiner Frau Pauline van Wingene (1809–1858) nach Paris. Er starb dort ohne Nachkommen und ist auf dem Friedhof Montmartre begraben.

## Werke
Seine wichtigsten wissenschaftlichen Publikationen sind:
- Analytische Darstellung der Variations-Rechnung, mit Anwendung derselben auf die Bestimmung des Größten und Kleinsten (Berlin 1823),
- Organon der gesamten transcendenten Analysis – Erster Teil (Berlin 1845, siehe Bild)

Umfangreiche Entwürfe für die Abschnitte, die folgen sollten, befinden sich im Nachlass.